# Zhang Xiaoli
Zhang Xiaoli (en chino: 张晓丽; 1973) es una deportista china que compitió en halterofilia. Ganó cuatro medallas en el Campeonato Mundial de Halterofilia entre los años 1989 y 1995.

## Palmarés internacional
| Campeonato Mundial | Campeonato Mundial        | Campeonato Mundial | Campeonato Mundial |
| Año                | Lugar                     | Medalla            | Categoría          |
| ------------------ | ------------------------- | ------------------ | ------------------ |
| 1989               | Mánchester (Reino Unido)  | Medalla de plata   | 75 kg              |
| 1991               | Donaueschingen (Alemania) | Medalla de oro     | 75 kg              |
| 1992               | Varna (Bulgaria)          | Medalla de oro     | 82,5 kg            |
| 1995               | Cantón (China)            | Medalla de plata   | 76 kg              |